# Cowley County
Cowley County är ett administrativt område i delstaten Kansas, USA, med 36 311 invånare. Den administrativa huvudorten (county seat) är Winfield.

## Geografi
Enligt United States Census Bureau har countyt en total area på 2 933 km². 2 917 km² av den arean är land och 16 km² är vatten.

### Angränsande countyn
- Butler County - nord
- Elk County - nordost
- Chautauqua County - öst
- Osage County, Oklahoma - syd
- Kay County, Oklahoma - sydväst
- Sumner County - väst
- Sedgwick County - nordväst

### Orter
- Arkansas City
- Atlanta
- Burden
- Cambridge
- Dexter
- Geuda Springs (delvis i Sumner County)
- Parkerfield
- Udall
- Winfield (huvudort)